# チャイルド・プレイ3
『チャイルド・プレイ3』（Child's Play 3、別題: Chucky 3）は、1991年のアメリカ合衆国のスーパーナチュラル・スラッシャー映画である。『チャイルド・プレイ』シリーズの3作目であり、脚本はドン・マンシーニ、監督はジャック・ベンダー、チャッキーの声は引き続いてブラッド・ドゥーリフが務めた。また前2作での製作であるデヴィッド・カーシュナーは製作総指揮を務めた。前作からわずか9ヶ月後に公開されたが、作中時系列は8年後という設定である。

## あらすじ
アンディとカイルがチャッキーを破壊してから8年後。大人気の流行オモチャ「グッドガイ人形」が人を殺したという悪評に苦しめられていたプレイパルス社はようやくグッドガイ人形の再販を決定する。同社は工場を再起動させてグッドガイ人形のラインを動かすが、誤って死んだチャッキーの血をプラスチックの大桶に混入させてしまい、連続殺人鬼チャールズ・リー・レイの魂が乗り移った人形が復活してしまう。チャッキーはプレイパルス社のCEOのサリバンのもとに渡ると彼を殺害し、コンピュータの記録をたどってアンディの現在の所在地を突き止める。
一方で16歳となったアンディは未だにチャッキーの事件を引きずっており、いくつかの里親家庭を転々とした後に陸軍学校に行く。学校の司令官であるコクラン大佐は入学を許可するが、人形についての空想を忘れるように勧める。アンディはハロルド・オーブリー・ホワイトハースト、ロナルド・タイラー、クリステン・デ・シルヴァと友人となり、特にデ・シルヴァとは恋愛関係に発展する。また学生をいじめるブレット・C・シェルトン中佐とも出会う。
アンディが入学してすぐに、タイラーは事務からアンディへの荷物の配達を頼まれる。タイラーはその中身がグッドガイ人形であることに気付くと興奮し、開封するために地下室に行く。箱の中から出されたチャッキーは最初に自分の正体を明かした者の身体に魂を移せるというルールを思い出し、ターゲットに決めたタイラーに秘密を話して早速呪文を唱え始める。しかしながら唱え終える直前にやってきたコクランによって中断を余儀なくされ、チャッキーはゴミ収集車の中に放り込まれる。チャッキーはゴミ収集車の運転手を圧縮機の中に誘い込んで圧殺した後に逃亡し、夜にアンディの部屋へと忍び込んで計画を暴露する。アンディはチャッキーを攻撃するが、部屋にやってきたシェルトンによってチャッキーは取り上げられる。アンディはシェルトンの部屋に忍び込んで取り戻そうとするが彼に見つかってしまう。シェルトンは人形が無くなっていることに気付くと誰かが盗んだと考え、全ての学生達に罰として中庭を走らせる。
アンディはタイラーにチャッキーのことを警告しようとするが失敗する。一方でチャッキーはタイラーとかくれんぼで遊び、そこで再び魂移しを狙うがデ・シルヴァがやってきたために中断する。学生たちが去った後、さらにコクランが現れるとチャッキーは彼にナイフを振りかざすが、刺されるまでもなくショックで起こった心筋梗塞によって絶命する。翌朝、アンディはチャッキーの邪悪さをタイラーに説くが彼は信じない。一方で校内で散髪を担当していたボトニック軍曹はチャッキーを発見してその髪を切ろうとするが、逆にチャッキーによって喉を剃刀で切られて死亡する。
コクランが死亡したににもかかわらず、クラーク軍曹は毎年恒例の戦争ゲームを開催することを宣言し、アンディとシェルトンは同じ青チームとなる。ゲーム開始前、チャッキーは密かに赤チームのペイント弾を実弾と取り替える。ゲーム開始後、チャッキーはタイラーに本性を明かすとタイラーはアンディから貰ったポケットナイフでチャッキーを刺して逃げる。チャッキーはデ・シルヴァを襲って人質とし、無線を使って赤チームと青チームが交戦状態となるように誘導する。チャッキーはアンディにデ・シルヴァと交換でタイラーを引き渡させる。
赤チームが発砲を始めると実弾を撃ち込まれてしまったシェルトンは死亡する。学生たちに混乱が起こるとタイラーは逃走し、チャッキーはもみ合う学生たちに手榴弾を投げた後に彼を追いかける。手榴弾に気付いたホワイトハーストはその上に覆い被さることで自らを犠牲にして仲間たちを救う。アンディとデ・シルヴァはチャッキーを追いかける。
2人は近くで開催されていたカーニバルにたどり着く。タイラーは警備員に助けを求めるが、それもチャッキーにより殺され、タイラーはさらわれる。一同はお化け屋敷に入り込み、デ・シルヴァはチャッキーにより脚を撃たれる。チャッキーはタイラーを捕らえて呪文を唱え始めるが、アンディにより撃たれる。激怒したチャッキーはアンディに締めかかるがナイフで手を切られた後に巨大なファンの中に落とされてバラバラになる。アンディは事情聴取のために警察に連れて行かれ、デ・シルヴァは病院に運ばれる。

## キャスト
※括弧内は日本語吹替声優

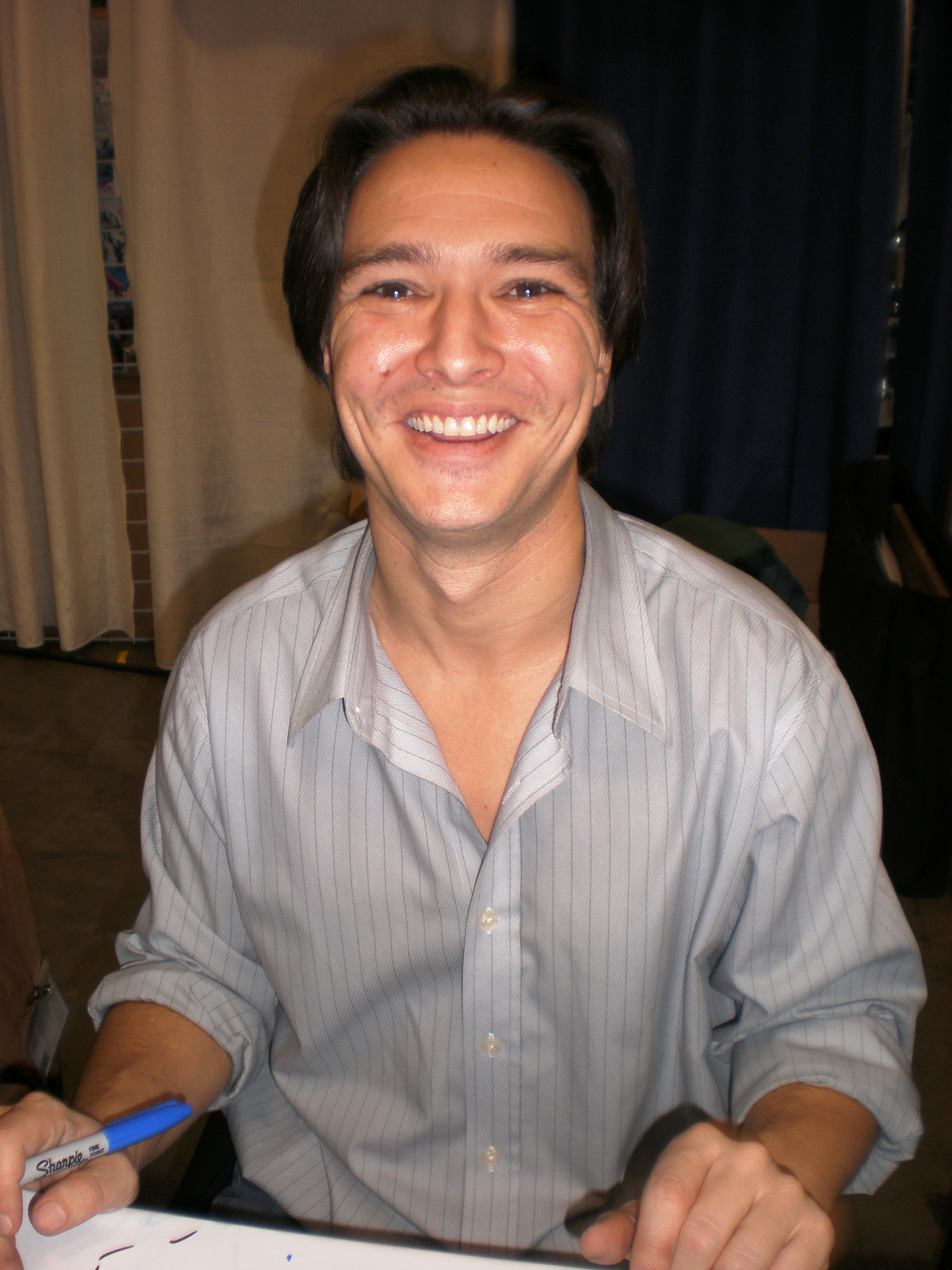
成長したアンディ・バークレーを演じたジャスティン・ホーリン

- チャッキーの声 - ブラッド・ドゥーリフ（納谷六朗）
- アンディ・バークレー（英語版） - ジャスティン・ホーリン（石田彰 )
  - 6歳のアンディ・バークレー - アレックス・ヴィンセント（写真のみ）
- クリステン・デ・シルヴァ - ペリー・リーヴス（英語版）（勝生真沙子）
- ロナルド・タイラー - ジェレミー・シルヴァース（亀井芳子）
- ハロルド・オーブリー・ホワイトハースト - ディーン・ジェイコブソン
- ブレット・C・シェルトン中佐 - トラヴィス・ファイン（英語版）（鈴置洋孝）
- ジャッキー・アイヴァーズ - ドナ・エスクラ
- ボトニック軍曹 - アンドリュー・ロビンソン（吉水慶）
- コクラン大佐 - デイキン・マシューズ（増岡弘）
- クラーク軍曹 -  バーク・バーンズ（英語版）
- エリス少佐 - マシュー・ウォーカー（英語版）（荒川太朗）
- サリバン - ピーター・ハスケル（英語版）（大木民夫）
- ゴミ収集車の運転手 - テリー・ウィルス
- 警備員 - マイケル・チーフォ
- カレン・バークレー - キャサリン・ヒックス（写真のみ）

## 製作
『チャイルド・プレイ3』は前作が成功した後すぐに製作が始まった。2作目の9ヶ月後に公開されたため、脚本のドン・マンシーニは非常に厳しいスケジュールの中で物語を書き上げるように強いられた。彼は当初、「複数のチャッキー」を登場させる構想を抱いていたが、予算の都合により断念された。後にこのアイデアは『チャイルド・プレイ 〜チャッキーの狂気病棟〜』で使われることになる。

## 評価
シリーズ創始者のドン・マンシーニはシリーズの中で最も気に入っていない作品であり、2作目の直後でアイデアが枯渇していたと述べた。2013年に彼はキャストに満足してなかったことを明かし、特にタイラー役のジェレミー・シルヴァースは年を取り過ぎと感じ、コクラン大佐役のデイキン・マシューズは希望していた「R・リー・アーメイ」の原型ではないと考えていたと語った。

### 興行収入
北米では1991年のレイバー・デーの週末に公開され、4日間で約570万ドルを売り上げて『愛と死の間で』に次いで2位となった。北米では累計で約1500万ドル、世界では約2050万ドルを売り上げた

### 批評家の反応
Rotten Tomatoesでは13件のレビューで支持率は23%、平均点は3.9/10となっている。『Deseret News』のクリス・ヒックスは「ひねくれている」と評し、プロットを批判した。『ニューヨーク・タイムズ』のキャリン・ジェームズはチャッキー人形を「素晴らしい技術的成果」と評しつつ、この映画は1作目の「鮮明さとダークユーモアが欠けている」と語った。『バラエティ』からは良質な演技が伴った「騒がしい、無意味な続編」と評された。『ワシントン・ポスト』のリチャード・ハリントンは「チャッキー自身はアニマトロニックな趣だが、映画のエネルギーと予算は全てそれだけに注がれたのではないか」と評した。『The Baltimore Sun』のスティーヴン・ウィグルは「スラッシャー・ジャンルのどんなファンにとっても楽しい」と評した。

### 受賞とノミネート
| 賞                           | 部門         | 候補                     | 結果       |
| ---------------------------- | ------------ | ------------------------ | ---------- |
| サターン賞                   | ホラー映画賞 | 『チャイルド・プレイ3』  | ノミネート |
| サターン賞                   | 若手俳優賞   | ジャスティン・ホーリン   | ノミネート |
| ファンゴリア・チェーンソー賞 | 助演男優賞   | アンドリュー・ロビンソン | ノミネート |